# 日本生物物理学会
一般社団法人日本生物物理学会（にほんせいぶつぶつりがくかい、英: The Biophysical Society Of Japan）は、生物物理学研究の推進を目的とする日本の学会。

## 概要
1960年に生物物理学に関する学理及びその応用についての研究発表、情報の交換及び内外の関連学会との連携協力を行うことにより、生物物理学の進歩普及を図り、我が国の学術の発展に寄与することを目的として日本生物物理学会が設立され、2014年に一般社団法人に移行した。
国際純粋・応用生物物理学連合（International Union of Pure and Applied Biophysics）に加盟している。

## 出版物
学会誌として日本語誌『生物物理』、英文学術誌『Biophysics and Physicobiology』を発行している。

## 歴代会長
歴代会長は以下の通り。
1. 小谷正雄（1960-1961年）
2. 大澤文夫（1962年）
3. 今堀和友（1963-1964年）
4. 渡辺格（1965年）
5. 大澤文夫（1966年）
6. 寺本英（1967年）
7. 小谷正雄（1968-1969年）
8. 大澤文夫（1970-1971年）
9. 右衛門佐重雄（1972-1973年）
10. 和田昭允（1974-1975年）
11. 大澤文夫（1976-1977年）
12. 寺本英（1978-1979年）
13. 大井龍夫（1980-1981年）
14. 江橋節郎（1982-1983年）
15. 朝倉昌（1984-1985年）
16. 京極好正（1986-1987年）
17. 大西俊一（1988-1989年）
18. 池上明（1990-1991年）
19. 葛西道生（1992-1993年）
20. 郷信広（1994-1995年）
21. 宝谷紘一（1996-1997年）
22. 松本元（1998-1999年）
23. 郷通子（1970-1971年）
24. 柳田敏雄（2002-2003年）
25. 石渡信一（2004-2005年）
26. 美宅成樹（2006-2007年）
27. 曽我部正博（2008-2009年）
28. 片岡幹雄（2010-2011年）
29. 難波啓一（2012-2013年）
30. 七田芳則（2014-2015年）
31. 中村春木（2015-2017年）
32. 神取秀樹（2017-2019年）
33. 原田慶恵（2019-2021年）
34. 野地博行（2021-2023年）
35. 髙橋聡（2023年-）